# Schwarzenbachtal (Flensburg)

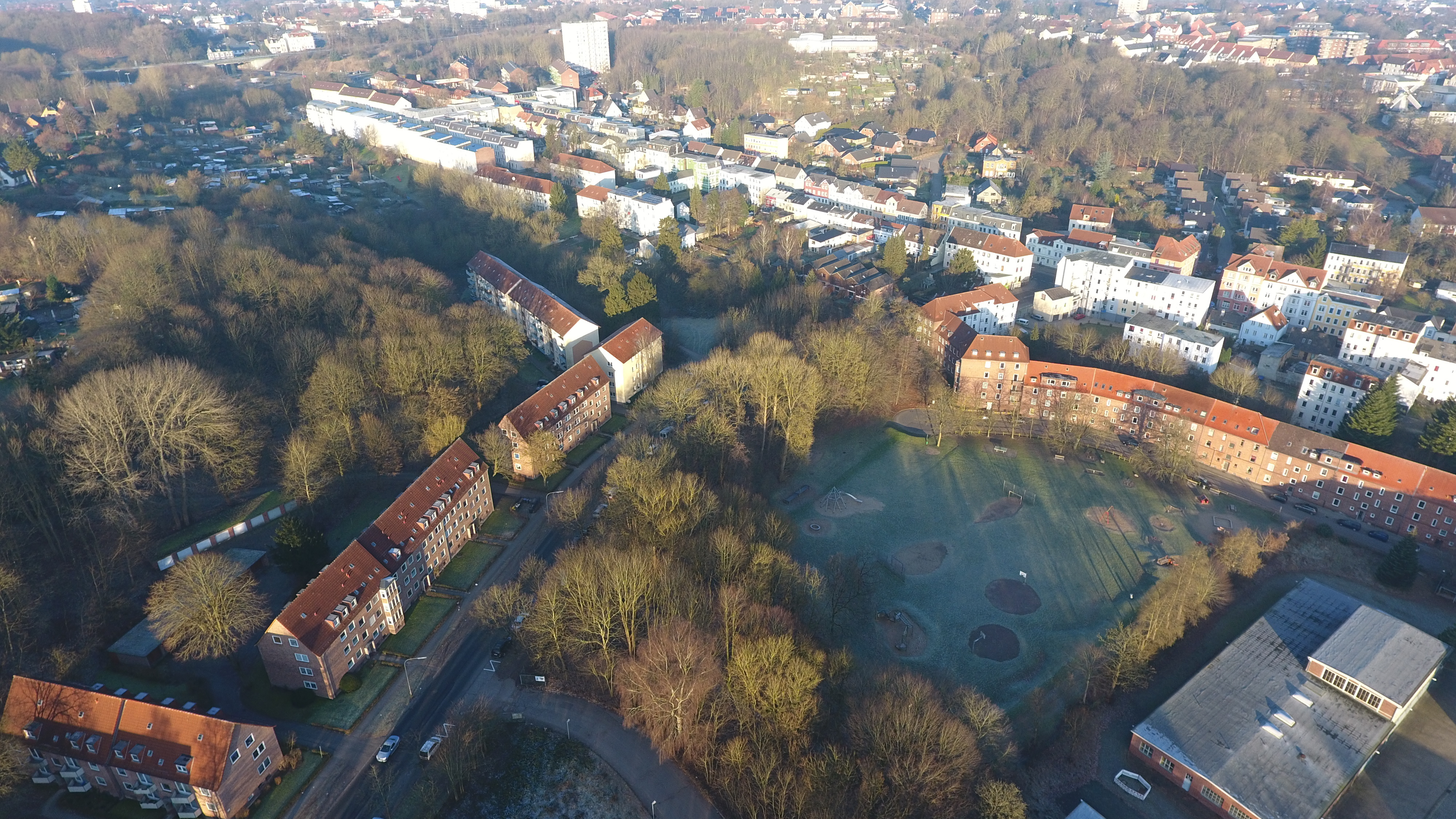
Wenig bebaute Bereiche des Schwarzenbachtals bestehend aus Schrebergärten, Wald sowie dem Spielplatz im östlichen Bereich (2017)

Die Schwarzenbachtal ist ein Flensburger Kerbtal, das hauptsächlich zwischen den Stadtteilen Nordstadt und Neustadt sowie am Rande der Westlichen Höhe liegt. Es zeichnet sich durch Grünflächen, Waldbereiche, Schrebergartenbereiche sowie Randbebauungbereiche aus. Der Bachlauf des Tals ist heute nicht mehr offen erkennbar.

## Hintergrund

### Benennung
Das Tal soll volkstümlich nach dem dortigen Bach und der ehemals dort gelegenen „Schwarzenburg“ benannt worden sein. Die „Schwarzenburg“ soll „oberhalb“ im besagten Tal bei der Norderallee (Lage) gelegen haben und vom Schiffsbaumeister Nicolay Thielsen (1816; † 1870) errichtet worden sein, der mit dem Bau zum Landmann wurde. Über den Besitzer des Gebäudes ist nicht viel bekannt. Das letzte Schiff, das Nicolay Thielsen baute, war offenbar 1850 eine Brigg namens „Maria“. Am 2. Oktober 1870 wurde Thielsen in einem Gehölz unweit seiner Wohnung mit eingeschlagenem Schädel aufgefunden. Am 6. Oktober wurde der Schanzenarbeiter Joachim Heinrich Ad. Kohlscheen in Sonderburg verhaftet, entkam aber bei einer anschließenden Ortsbegehung, was zu großer Aufregung in der angrenzenden Neustadt führte. Am 7. Oktober wurde der Flüchtige auf dem Handewitter Feld nahe Schäferhaus erneut verhaftet. Im Schwurgerichtsprozess am 9. Dezember erklärte der Angeklagte sich schuldig. Das Urteil lautete Totschlag. Der Verurteilte kam für lebenslänglich nach Glückstadt und Rendsburg, wurde aber nach sechzehn Jahren, nach einem Gnadengesuch beim Kaiser, entlassen. Der Grund für die Benennung des Gebäudes als „Schwarzenburg“ ist unklar. Das Farbadjektiv „schwarz“ bezeichnet ursprünglich etwas dunkles, schmutzfarbenes und in späterer Sprachverwendung auch etwas verborgenes, unheimliches. In verschiedenen Flensburger Sagen sind beispielsweise „schwarze“ Benennungen zu finden, das Schwarze Schwein, der schwarze Pudel. Der Name der ehemaligen Burg Blackmöle aus der Sage zur Eddeboe könnte zudem als „dunkle“ Wassermühle gedeutet werden. 1926 wurde im unteren Bereich des Schwarzenbachtals eine Straße angelegt und zugleich bebaut. Am 20. Januar 1928 erhielt diese Straße offiziell den Namen Schwarzental.

### Veränderungen im Wandel der Zeit
Der Schwarzenbach wurde von der Quelle bis zur Mündung an der Flensburger Förde durchgehend, zu hundert Prozent, verrohrt. Im oberen, westlichen Bereich des Schwarzenbachtals, südlich der Schwalbenstraße befindet sich heute entlang des ursprünglichen Bachlaufs eine Wegverbindung für Fußgänger, die unterhalb des bewaldeten Hangs beim Lornsendamm beginnt, die darunterliegende Schrebergartenkolonie erschließt und bis zur Eckener Straße führt. Seit jüngerer Zeit ist eine Fortführung des Weges bis zur ursprünglichen Mündung durch die städtische Sanierungsgesellschaft angedacht. Im Laufe der Zeit verschwanden offenbar auch südlich vom Tal gelegene Teile des Gertrudenholzes (vgl. St. Gertrud (Flensburg)), wobei ein kleiner Waldbestand noch heute im Schwarzenbachtal selbst existiert. Die kleine Holzung liegt am Ende der Norderallee, wo sich die Straße zu einem Fußgängerweg verengt, der hinunter ins Tal führt.
Der Rand des Schwarzenbachtales wurde schrittweise bebaut. Die nördlich parallel zum Tal verlaufende Harrisleer Straße wurde bis zum Ende des 19. Jahrhunderts bebaut. Die Straße Schwarzental entstand, wie schon erwähnt, erst in den 1920er Jahren. In der NS-Zeit wurde Flensburg militärisch erheblich ausgebaut. Unter anderem wurde am Ende des unbebauten Schwarzenbachtales die Panzerkaserne errichtet. Gleichzeitig wohnten im Norden der Stadt noch Sozialdemokraten, die sich durch die Schikanen der Nationalsozialisten nicht beugen ließen und stattdessen begannen, widerständische Verhaltensweisen zu entwickeln. Einige von ihnen wohnten auch in der Harrisleer Straße und der benachbarten Straße Schwarzental.
Im Januar 1976 wurden über zwanzig Hektar des Tals als Flächen des neu eingerichteten Landschaftsschutzgebietes Schwarzenbachtal ausgewiesen.

### Bebauungspläne
2015 begannen Planungen für das östlich der Panzerkaserne gelegenes „Wohnquartier Schwarzenbachtal“. Die Pläne sehen den Erhalt des Hauptgebäudes der Panzerkaserne vor. Das Wohnquartier soll nach Verwirklichung aus mehrstöckigen, modernen Flachdachhäusern bestehen, die sich bis zur Junkerhohlweg-Kaserne ausbreiten. Im neuen Stadtviertel sollen durch diese Maßnahme über 400 Wohnungen geschaffen werden. Westlich der Panzerkaserne soll ein Kindergarten entstehen. Der westlich liegende große Kinderspielplatz soll neu gestaltet werden. Weitere Spielgeräte für Kinder befinden sich aber auch noch am erwähnten Fußweg, südlich der Schwalbenstraße, im oberen Bereich des Schwarzentals. Das Wohnquartier-Projekt sollte ursprünglich bis 2019 realisiert werden, der erste Spatenstich erfolgte im September 2022.

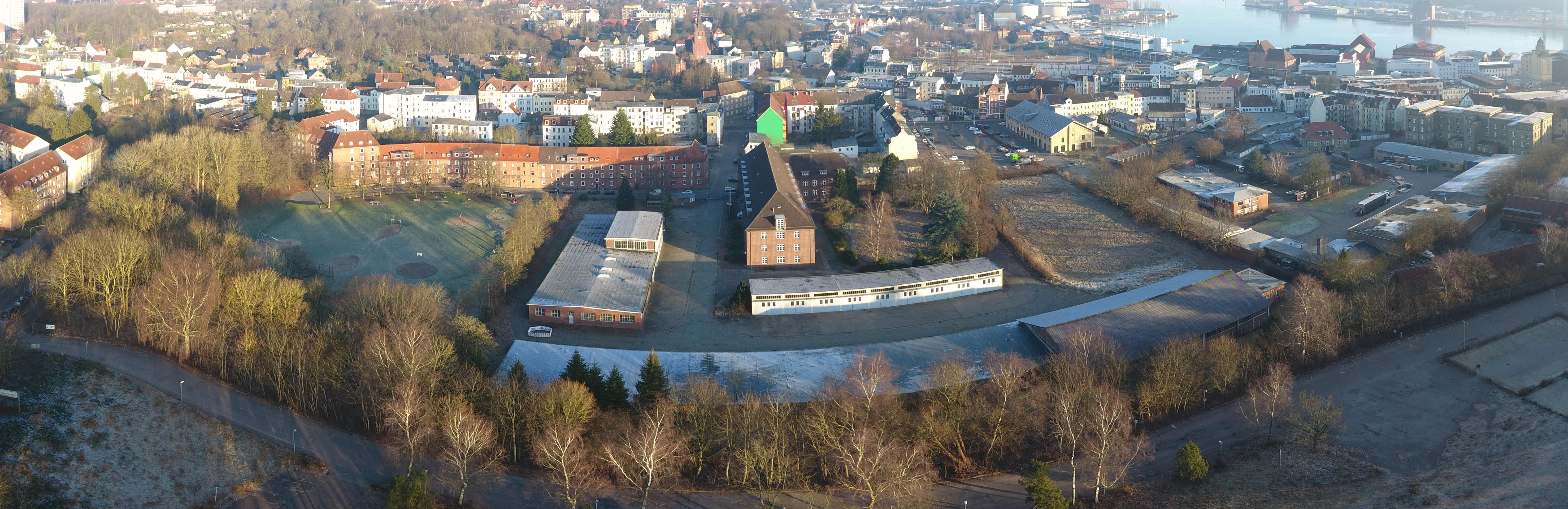
Panoramabild Unterer Bereich des Schwarzenbachtals vor der Neubebauung im Jahr 2017